# 凤羽里白属
凤羽里白属（学名：Rouxopteris）是里白科下的一个属。属名以对非洲蕨类植物研究做出重大贡献的南非蕨类学家Jacob Petrus Roux的名字命名，而中文名取自其叶片形态似凤凰羽片排列之特征。

## 下属物种
本属包括以下物种：
- Rouxopteris boryi (Kunze) Hong M.Liu，产于马达加斯加